# Krascheninnikovia lanata
Krascheninnikovia lanata là loài thực vật có hoa thuộc họ Dền. Loài này được (Pursh) A. Meeuse & A. Smit mô tả khoa học đầu tiên năm 1971.